# John Sculley

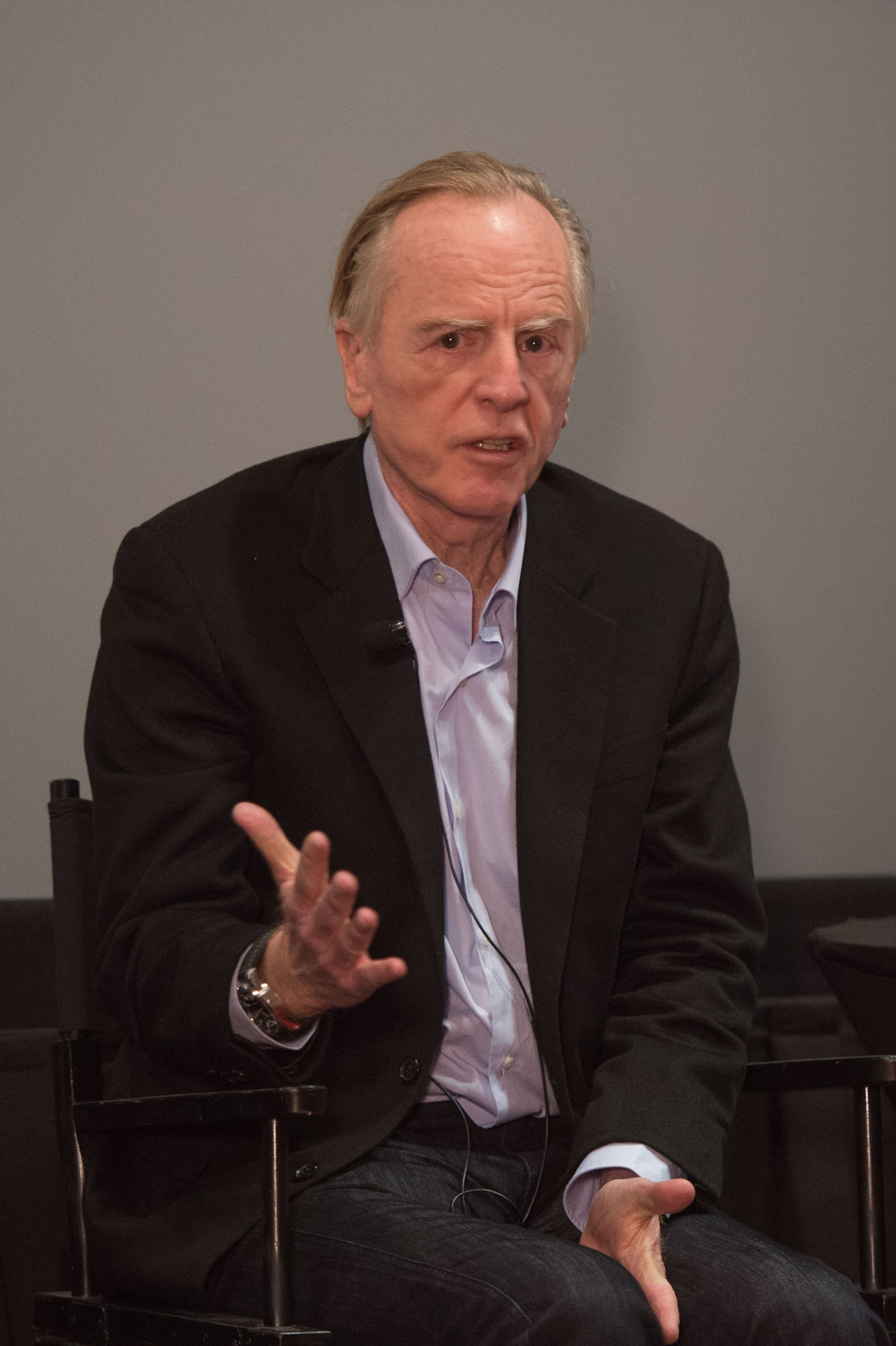
John Sculley (2014)

John Sculley (* 9. April 1939 in New York City) ist ein US-amerikanischer Manager. Er war Vize-Präsident von Pepsi Cola USA und von 1983 bis 1993 Präsident und CEO von Apple Computer.

## Leben
John Sculley war schon in früher Jugend von der Elektronik begeistert. Im Alter von 14 Jahren erfand er eine Bildröhre für Farbfernseher. Sein Patentantrag wurde jedoch abgelehnt, da ein Wissenschaftler wenige Wochen vor ihm genau dieses Prinzip zum Patent angemeldet hatte. Dessen Patent bildete später die Basis für die Trinitron-Röhre von Sony.
Sculley hat einen Bachelor of Arts (BA) in Architektur der Brown University und einen Master of Business Administration (MBA) der Wharton School.
Auf Wunsch seines Schwiegervaters, Donald M. Kendall, des Präsidenten von PepsiCola, trat Sculley 1967 in das Unternehmen PepsiCo ein. Er durchlief das Unternehmen und wurde zuletzt als Marketing-Chef durch zwei Lifestyle-Werbekampagnen berühmt: „The choice of a new generation“ und: „Pepsi-Challenge“. Sie brachten ihm den Ruf eines Marketing-Genies ein und führten PepsiCo vor Coca-Cola auf Platz eins bei den Softdrinks.
Das expandierende Unternehmen Apple suchte zu jener Zeit dringend nach einem CEO. Im November 1982 erhielt Sculley einen Anruf von Gerry Roche, einem von Apple beauftragten Personalvermittler. Sculley lehnte einen Wechsel zu Apple zunächst ab. Während der nächsten Monate traf er sich jedoch mit dem Apple-Firmengründer Steve Jobs zu informellen Gesprächen, und zwischen beiden entwickelte sich eine Freundschaft. Sculleys Leidenschaft zur Elektronik keimte wieder auf. Besonders die Projekte Lisa und Macintosh faszinierten ihn. Doch Sculley blieb unentschlossen, bis Steve Jobs ihn mit hohen finanziellen Offerten und dem Satz:

„Wollen Sie den Rest Ihres Lebens Zuckerwasser verkaufen, oder wollen Sie die Chance ergreifen und die Welt verändern?“

überzeugen konnte, doch für Apple zu arbeiten.
Sculley gelang bei Apple zunächst alles. Er war für die Einführung des Macintosh verantwortlich und lehnte es ab, Lizenzen an Clone-Hersteller zu vergeben. Unter seiner Führung entwickelte Apple zahlreiche richtungsweisende Produkte, so den LaserWriter, das Multimediaprogramm HyperCard, das Netzwerkprotokoll AppleTalk, den tragbaren Macintosh Portable und das PowerBook, System 7, den Newton und den Power Macintosh. Unter seiner Führung stieg Apples Umsatz von 600 Millionen auf 8 Milliarden Dollar pro Jahr. Den Machtkampf zwischen ihm und Steve Jobs entschied er im Jahr 1985 für sich, weshalb Jobs Apple verließ und NeXT gründete.
In einem Playboy-Interview aus dem Jahre 1987 traf Sculley einige berühmt gewordene Vorhersagen. Er sagte, unter anderem, die Bedeutung der optischen Speichermedien (CD-ROM) für die Benutzung durch Computer voraus. Einige seiner Ideen für den Knowledge Navigator wurden nicht von Apple selbst, sondern im Internet und dem World Wide Web realisiert.
Bei Apple wurde die Sculley-Ära durch Markt-Segmentierung und deren weitere Unterteilung geprägt. Viele nahezu identische Produkte wurden unter unterschiedlichen Namen in den drei Haupt-Märkten positioniert – Privatkunden, Bildungseinrichtungen und Unternehmenskunden. Diese Marketing-Strategie führte zu hohen Produktions- und Marketing-Kosten und zu einer Verunsicherung der potentiellen Käufer. Die unnötige Vielzahl der Produkte und sinkende Profite veranlassten den Apple-Verwaltungsrat, Sculley zu entlassen. Im Jahre 1993 wurde er im Vorstand durch Michael Spindler ersetzt. Sculley ging anschließend in die Politik, um Bill Clinton bei den Präsidentschaftswahlen zu unterstützen. Er betreibt heute ein privates Investment-Unternehmen.

## In der Populärkultur
Im Fernsehfilm Die Silicon Valley Story (1999) wurde er von Allan Royal verkörpert. In der Filmbiografie Jobs (2013) wurde Sculley von Matthew Modine dargestellt; im Film Steve Jobs (2015) übernahm der Schauspieler Jeff Daniels seine Rolle.